# Jakob Ankersen
Jakob Svarrer Ankersen (ur. 22 września 1990 w Esbjergu) – duński piłkarz, grający na pozycji lewego lub prawego pomocnika w duńskim klubie Randers FC. Wychowanek i wieloletni zawodnik Esbjergu fB. W swojej karierze grał także w IFK Göteborgu, SV Zulte Waregem oraz Aarhus GF. Jednokrotny reprezentant Danii do lat 20. Brat bliźniak Petera i kuzyn Emila, również piłkarzy.